# 芸能人口コミの店 えぇ処
『芸能人口コミの店 えぇ処』（げいのうじんくちコミのみせ えぇとこ）は、一部日本テレビ系列局で放送された読売テレビ製作のトーク番組。製作局の読売テレビでは2004年10月7日から2005年3月31日まで、同局の深夜番組放送枠『木丼』第2部の番組として放送された。

## 概要
山口智充と友近が司会を務めていた深夜のトーク番組である。山口たちは芸能人たちが集まるバー「えぇ処」のマスターとその店に勤めるアルバイト従業員という設定で出演し、店を訪れた客とともに芸能界の本音話を展開していた。

## 出演者
- 山口智充（DonDokoDon） - マスター役
- 友近 - 従業員役
- 須藤智彦 - バーテンダー役
- 間慎太郎 - お店専属ミュージシャン役
- 石川あずみ - 謎の客役

## スタッフ
- 構成：遠藤みちスケ、たちばなひとなり、柏木克紀、松本真一、塩野智章
- リサーチ：寺坂直毅
- TP：長瀧淳子
- SW：島本健司
- カメラ：遠山康之
- 美術：松沢由之
- セットデザイン：坪田幸之
- 美術進行：今井隆之
- ディレクター：つかさ・土屋良介・田川裕也・扇山篤司（BACK-UP）
- 演出：堤本幸男（BACK-UP）
- 制作プロデューサー：今滝陽介（BACK-UP）
- プロデューサー：西田二郎（読売テレビ）、奥井剛平（吉本興業）
- チーフプロデューサー：武野一起（読売テレビ）
- 技術協力：ニユーテレス、FLT、アンサーズ、戯音工房、フジアール
- 収録スタジオ：テイクスタジオ、有明スタジオ
- スタッフ協力：バックアップメディア
- 制作協力：吉本興業
- 制作著作：読売テレビ

## 放送局
| 放送対象地域   | 放送局           | 系列           | 放送日時                             | 備考   |
| -------------- | ---------------- | -------------- | ------------------------------------ | ------ |
| 近畿広域圏     | 読売テレビ       | 日本テレビ系列 | 木曜 24:50 - 25:20 （『木丼』第2部） | 製作局 |
| 宮城県         | ミヤギテレビ     | 日本テレビ系列 | 木曜 25:20 - 25:50                   |        |
| 関東広域圏     | 日本テレビ       | 日本テレビ系列 | 金曜 26:53 - 27:23                   |        |
| 香川県・岡山県 | 西日本放送       | 日本テレビ系列 | 月曜 24:50 - 25:20                   |        |
| 長崎県         | 長崎国際テレビ   | 日本テレビ系列 | 月曜 24:50 - 25:20                   |        |
| 鹿児島県       | 鹿児島読売テレビ | 日本テレビ系列 | 水曜 24:50 - 25:20                   |        |